# Турнір «Підсніжник» газети «Советский спорт»

Логотип турніру 1967 року

Турнір «Підсніжник» газети «Советский спорт» — передсезонне змагання команд майстрів, що проводилося Федерацією футболу СРСР і редакцією газети «Советский спорт». Брали участь команди найвищого, першого й другого дивізіонів чемпіонату. 
Змагання розігрувалося в лютому-березні на полях Азербайджанської, Грузинської, Таджицької, Узбецької РСР, а також Російської РФСР. Формат — два етапи. Спочатку в чотирьох попередніх групах учасники змагалися в одне коло. Потім у півфіналах переможці груп за олімпійською системою визначали учасників вирішального матчу. 

## Розіграш 1967 року
16 лютого — 23 березня 1967. 24 команди (18 із 1-ї групи класу «А», 6 із 2-ї)
Фінал
23.03. /Тбілісі/ «Динамо» (Москва) — «Торпедо» (Кутаїсі) — 1:0
Склад московського «Динамо»: Ракитський (3 матчі), Скоков (3), Яшин (1), Іванов О. (1); Іванов Вад. (6), Мудрик (6), Рябов (5), Штанов (4), Штапов (2), Зиков (2), Аничкін (2), Долбоносов (1), Малявкін (1), Кульбякін (1), Сергеєв (1); Короленков (6, 2 голи), Дудко (5), Маслов (2), Суслов (1), Гришин (1); Бобков (6), Численко (6, 1), Гусаров (6, 1), Кох (6), Авруцький (5), Вшивцев (3), Вотоловський (3), Єврюжихін (2, 1), Леонов (1), Ларін (1, 1). Тренер Бєсков

## Розіграш 1968 року
18 лютого — 27 березня 1968. 24 команди (19 із 1-ї групи класу «А», 5 із 2-ї)
Фінал
27.03. /Тбілісі/ «Динамо» (Москва) — «Нефтчі» (Баку) — 2:1
| 27 березня 1968 |

| «Динамо» (Москва)           | 2 – 1 | «Нефтчі» (Баку)  |
| --------------------------- | ----- | ---------------- |
| Єврюжихін 13' Авруцький 98' | звіт  | Банішевський 28' |

| «Локомотив» (Тбілісі) Глядачів: 28 000 Арбітр: Карло Круашвілі |

«Динамо»: Яшин, Іванов, Рябов, Штапов (Зиков, 68), Маслов (), Бєляков, Ештреков (Козлов, 46), Бобков, Вшивцев (Авруцький, 46), Гусаров, Єврюжихін (Сьомін, 107)
«Нефтчі»:Косенков, Богданов, А. Бабаєв, Я. Бабаєв, Легкий (Стекольников, 23), Семиглазов, Туаєв, Гаджієв, Банішевський, Маркаров (), Зейналов (Рахманов, 88; Алі-заде, 99).

Склад московського «Динамо»: Яшин (6), Ракитський (4); Іванов Вад. (6), Зиков (6), Рябов (5), Штапов (5), Смирнов (3), Долбоносов (2), Паховський (1), Прудников (1); Бєляков (6), Маслов (5), Дудко (2), Суслов (1); Ештреков (7), Гусаров (6), Єврюжихін (6, 2), Козлов (5), Бобков (5, 4), Вшивцев (4), Авруцький (4, 5), Вотоловський (4, 2), Сьомін (4, 1), Леонов (4, 1), Ларін (2). Тренер Бєсков

## Розіграш 1969 року
4 —29 березня 1969. 22 команди (12 із 1-ї групи класу «А», 8 із 2-ї, 1 із класу «Б», 1 зарубіжна)
| 29 березня 1969 |

| «Динамо» (Тбілісі) | 1 – 0 | «Дніпро» |
| ------------------ | ----- | -------- |
| Метревелі 61'      | звіт  |          |

| Сочі Глядачів: 6 000 |

«Динамо»: Рамаз Урушадзе, Реваз Дзодзуашвілі, Вахтанг Челідзе (Піруз Кантеладзе, 75), Муртаз Хурцилава, Вахтанг Рехвіашвілі, Гурам Петріашвілі, Олексій Іліаді, Кахі Асатіані (Сергій Кутівадзе, 83), Слава Метревелі, Гіві Нодія, Михайло Месхі (Леван Нодія, 58).
«Дніпро»: Володимир Пільгуй, Володимир Сергєєв, Олександр Шпаков, Геннадій Саричев, Анатолій Грибеник, Анатолій Гринько, Роман Шнейдерман (Віктор Пугач, 77), Віктор Литовченко (Віктор Мірошин, 46), Віктор Романюк (Георгій Кржечевський, 46), Андрій Біба, Василь Лябик (Олександр Снітько, 52).

Склад тбіліського «Динамо»: Урушадзе (6); Челідзе (6), Хурцилава (6), Рехвіашвілі (6), Дзодзуашвілі (6), Кантеладзе (3); Петриашвілі (6), Іліаді (6, 4), Асатіані (6, 1), Кутивадзе (2); Нодія Г. (6, 4), Метревелі (5, 1), Месхі (5, 1), Нодія Л. (5), Гавашелі (4, 3). Тренер Чохелі